# Olga Schwind
Olga Schwind (geboren 8. Mai 1887 in Saarbrücken; gestorben 12. Mai 1979 in Ronco sopra Ascona) war eine deutsche Musikerin und Pionierin der Historischen Aufführungspraxis.

## Leben
In Saarbrücken geboren und zur Schule gegangen, wurde Olga Schwind als Lautenlehrerin am Konservatorium in Saarbrücken engagiert. Um 1905 bis 1907 nahm ihr Interesse für den Klang von historischen Instrumenten und klassischer Musik so zu, dass sie damit begann, alte Folianten, Tabulaturen und handschriftliche Notenpergamente zu konsultieren und anhand von Bildern und anderen Zeitzeugnissen die Bedienung vorindustrieller Instrumente zu entschlüsseln. Im Lauf der folgenden Jahrzehnte gelang ihr unter Zuarbeit von Handwerkern der Nachbau alter Instrumente, darunter Harfen, Panflöten, Portative und Radleiern.
Sie nahm bei Robert Kothe (1869–1947) und Heinrich Scherrer (1865–1937) in München Unterricht. Ab 1910 begann sie mit Louis Pinck eine Sammlung lothringischer Volkslieder zusammenzustellen. In der Zwischenkriegszeit unternahm sie Tourneen durch Europa. Sie führte dabei ihre Musik sowohl in samischen Zelten in Schweden auf, vor Publikum des Hochadels, wie auch vor Papst Pius XII. in Rom.
1939 ging sie ins Exil in den Schweizer Kanton Tessin, wo sie auch in der Nachkriegszeit ihren Sommersitz in der Casa Pineta in Ronco am Lago Maggiore wählte, während sie im Winter auf Konzertreisen ging. 1955 zog sie sich in den Ruhestand zurück.

## Ehrungen
- In Tholey im Saarland wurde der Olga-Schwind-Weg nach ihr benannt.[2]